# Pilar (Capiz)
Pilar è una municipalità di quarta classe delle Filippine, situata nella Provincia di Capiz, nella Regione del Visayas Occidentale.
Pilar è formata da 24 baranggay:
- Balogo
- Binaobawan
- Blasco
- Casanayan
- Cayus
- Dayhagan
- Dulangan
- Monteflor
- Natividad
- Olalo
- Poblacion
- Rosario

- San Antonio
- San Blas
- San Esteban
- San Fernando
- San Nicolas
- San Pedro
- San Ramon
- San Silvestre
- Santa Fe
- Sinamongan
- Tabun-acan
- Yating